# Adriatico
De Adriatico was een binnenlandse Italiaanse TEE-trein voor de verbinding Milaan - Bari. De Adriatico is vernoemd naar de Adriatische Zee waar de trein tussen Rimini en Bari langs rijdt. Tussen Milaan en Ancona werd de route aangehouden van de voormalige Milano-Ancona Pullman Express.
De Adriatico is op 3 juni 1973, als eerste binnenlandse TEE van Italië, in het TEE-net opgenomen.
In 1987 is de Adriatico omgezet in een Intercity.

## Trans Europ Express

### Rollend materieel
De treindienst werd meteen gestart met elektrische tractie met getrokken rijtuigen.

#### Tractie
Als locomotieven is de serie E 444 van de FS ingezet.

#### Rijtuigen
Als rijtuigen werd de vervolgserie van de Gran Conforto-rijtuigen van FIAT ingezet. Deze hadden in tegenstelling tot de eerste, internationale, serie geen generatorrijtuig om de stroom om te vormen voor het boordnet, maar konden binnen Italië rechtstreeks gevoed worden via de locomotief.

### Route en dienstregeling
| MB    | land   | station              | km  | BM    |
| ----- | ------ | -------------------- | --- | ----- |
| 12:10 | Italië | Milano Centrale      | 0   | 19:00 |
| 14:02 | Italië | Bologna              | 219 | 17:10 |
| 14:38 | Italië | Forlì                | 284 | 16:23 |
| 15:04 | Italië | Rimini               | 331 | 15:59 |
| 15:26 | Italië | Pesaro               | 364 | 15:33 |
| 16:04 | Italië | Ancona               | 423 | 14:59 |
| 16:29 | Italië | Civitanova           |     | 14:32 |
| 16:53 | Italië | Benedetto del Tronto |     | 14:08 |
| 17:08 | Italië | Guilianova           |     | 13:53 |
| 17:35 | Italië | Pescara              |     | 13:30 |
| 18:26 | Italië | Vasto                |     | 12:31 |
| 18:34 | Italië | Termoli              |     | 12:11 |
| 19:17 | Italië | Severo               |     | 11:35 |
| 19:40 | Italië | Foggia               |     | 11:19 |
| 20:45 | Italië | Bari                 | 867 | 10:10 |